# Standard Ville
Standard Ville – miejscowość (plaats) w strefie Standard Ville/Rooi Hundo, w regionie Sint Nicolaas-Noord w południowo-wschodniej części kraju autonomicznego Aruba, należącego do Holandii, w Ameryce Południowej. 